# 2013年ブラジル抗議運動
2013年のブラジルにおける抗議運動  (酢の運動、 サラダの乱、酢の乱、ブラジルの春)はブラジルの複数の都市で展開されているデモ活動である。
デモは当初はバス、鉄道、地下鉄の運賃値上げに対する抗議に端を発し、ブラジルの複数の都市で起きたが、当初は公共交通機関の運賃無料化を目指す政治団体「無賃運動」のごく一部の政治運動から始まった。

デモ参加者に対する警察の残虐行為のようなものも抗議の対象に含まれるようになった。 6月半ばには、運動は1992年のフェルナンド・コロール・デ・メロ大統領に対する抗議運動以来の最大の規模に発展した。
トルコの抗議活動同様に、ソーシャルメディアがデモの組織と抗議活動の継続に重要な役割を果たした。 

## 名称
20世紀初頭のリオデジャネイロでの「種痘の乱（Revolta da Vacina）」以来、ブラジルでは、伝統的に都市の暴動に対しては「何某の乱」と命名してきた。今回も同様で、サンパウロで60人以上もの人々が警官のガススプレーやトウガラシスプレーの使用に対抗し酢を携帯してデモをしたことから、「サラダの乱（Revolta da Salada ([ʁɛˈvɔwta ðɐ sɐˈlaðɐ])）」「酢の乱（Revolta do Vinagre ([ʁeˈvɔwtɐ ðu viˈnaɣɾi]) あるいは映画「Vフォー・ヴェンデッタ 」のパロディとして「Vデ・ヴィネグレ（Vフォー・ヴィネガー）（Movimento V de Vinagre ([moviˈmẽtu ˈve dʒi viˈnaɣɾi])） 」と呼ばれるようになった。
「カルタ・カピタル（w:CartaCapital）」誌のジャーナリスト、ピエロ・ロカテッリ（Piero Locatelli）は、一瓶の酢の所持発覚により警官に逮捕連行された。この逮捕を皮肉って「酢のデモ行進 （Marcha do Vinagre）」がされた。
もう一つの通称は、「アラブの春（Primavera ）」にちなんだ「ブラジルの秋（Outono Brasileiro） 」である。

## 背景
最初のデモはw:Natal, Rio Grande do Norteで2012年8月9月に起きた。このデモは公式には「バスの乱（"Revolta do Busão"）と呼ばれる。抗議隊は地方政府に運賃値下げを要求していた。
同様の抗議活動はポルト・アレグレでも2013年の3月に起きた。そこでも抗議隊は、地方政府にバスの運賃値下げを要求していた。
ゴイアニアで、5月22日に2.70レアルから3.00レアル運賃が値上げされる前の5月16日にデモが始まった。 これらビブリア広場でのデモのピークは5月28日であり、このときにバス4台が破壊。2台が延焼、2台が投石によるものだった。学生24人が器物損壊と公務執行妨害で逮捕された。
6月6日になるとほかのデモも発生し、学生たちがゴイアニア市のダウンタウンの路上を占拠し、自動車のタイヤに火をつけたり手作りの爆弾を投げたり、パトカーの窓ガラスを割ったりした。
6月13日に運賃は、フェルナンド・デ・メロ・シャビエル（Fernando de Mello Xavier）裁判官が地元のバス会社は6月1日の時点で税金を免除する仮差し止めをした前の価格に戻された。しかし、乗客はこの課税免除の恩恵を受けていなかった。

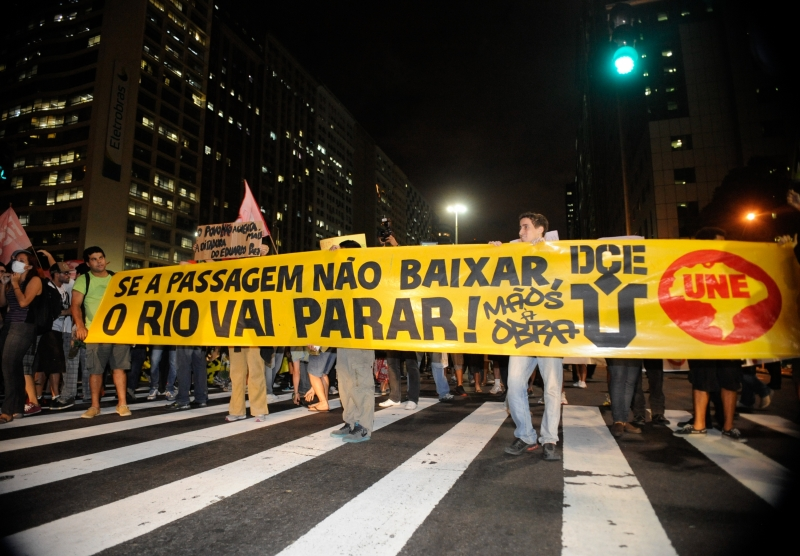
リオデジャネイロの路上でのデモ行進。横断幕には「運賃値上げで、リオはマヒ！（"Se a passagem não baixar, o Rio vai parar!"）」。

サン・パウロでは、サン・パウロ市とサン・パウロ州が運賃（サンパウロ市とサンパウロ州は鉄道と地下鉄からなる交通システムを運行）を3.00レアルから3.20レアルに値上げを公表したときに、デモが始まった。
 
以前のバスのhikeは2011年1月に行われており、
これもデモの対象となっていた。 
鉄道と地下鉄の運賃は2012年に同じ額に値上げされた。 
2013年のはじめ、フェルナンド・アダッド が市長就任直後に、2013年の上半期に運賃を値上げすることを表明した。
 
5月に連邦政府は、公共交通のコストがインフレに継続に影響しないように、公共交通はPISとCOFINSの二つのブラジルの税から免除されると表明した。
たとえそうであっても、運賃は3.00レアルから3.20レアルに値上げされ、デモは爆発した。

### 抗議の要求内容
しかし、バス料金値上げはデモの始まりの転換点に過ぎず、支配階級の政策による公衆の失望の基礎は一層根深く、特に不十分なブラジルの社会福祉に対する大多数の失望はそうであった。 

リオデジャネイロオリンピック同様に、FIFAコンフェデレーションズカップ2013と2014 FIFAワールドカップ（ブラジル政府は70億レアルをすでに投入しており、全体で320億レアルに上り、それはFIFA南アフリカワールドカップ2010の3倍の額であり、それでもスタジアムの半分しか完成していない）も予算をオーバーしており、gross overbillings and multi-billion dollar financial scandalsについての一連のrevelationsを結果としてもたらした。 
FIFAコンフェデレーションズカップ2013の試合と同時、ときおりしナイジェリア対ウルグアイ戦の最中に警官隊の発砲音が響き渡るという有様での、抗議の発生は、他のスポーツ競技会参加国の間に、ブラジルには「今年の時点でスポーツイベントをするキャパがあるかどうか」という、表向きは「深刻な社会問題について」だが、深刻な憂慮を引き起こした。
 
ほかの不満は高いインフレ水準と食料品を含む物価の上昇、
 
ブラジルのほかの多くと同様に、重い税金（27%）である。
 収入とお金そして良い発展への道

ほかは一般的に、高い税金（税収はGDPの36パーセントであり、発展途上国では最高である）にたいし税の累進性が低いことを含む沈滞が理由だといわれる。
 
ブラジルの平均的な市民は収入の40.5パーセントを納税していると見積もられており、
しかしいまだに、貧しく機能する保健福祉と低い教育費、成長し、以前よりかはペイされているが、依然として低い水準の、不十分な福祉、雇用のような様々な社会的、社会基盤的問題が存在している。
 
広範な汚職と公金横領、透明性と財務上の説明責任の欠如ゆえの無力感がある。
起訴された指導者や政治家はしばしば過大請求の醜聞が広まる中で汚職と癒着の対象と引き合いに出されているのにもかかわらず権力の座に居座る。
抗議運動は、とくに現在起草されているPEC 37として知られる憲法改正案、これは政治家の汚職に対して司法の追及の権限を減じるものとして見られている、に対する反対運動である。
 
デモの主要な理由ではないが、個人、複数の集団の抗議活動はまた社会的に宗教的勢力による、LGBTと女性の権利とブラジルの世俗性や表現の自由を脅かす保守的な立法への反対運動もある。
 

## タイムライン

### 6月1日から14日
2013年6月に、サン・パウロでの一連の抗議活動は、同年の1月に市長が、バスと鉄道、地下鉄の運賃値上げを発表したことに抗議するために組織された。
市長は、3.00レアルから3.20レアルへの値上げを発表しており、6月1日にはこれが影響を与えていた。

最大の抗議活動は、6月6日にパウリスタ通りで開催された。

デモは継続しつつ規模は拡大した。新しいレポートは警官隊は「デモへの統制力を失った」と報道し、デモ隊とそれを取材するジャーナリストにゴム弾を発砲したと伝えている。アムネスティインターナショナルと「ブラジル報道協会 （Associação Nacional de Jornais）」を含む多数の人権団体はこれら過酷な警官隊の応酬を批判してきた。  

### 6月17日、18日
6月17日には25万人と見積もられるデモ隊が各都市の路上を占拠した。最大のデモはリオデジャネイロで組織されたもので、17日の午後から18日の夕方までに10万人が参加した。
 ほとんどが平和的なデモであったが、デモ隊は州議事堂への侵入や警官隊の出動を招く暴動へとエスカレートした。一部報道によれば、3人が警官隊の発砲で負傷し、入院したという。 
州政府はこれは軍警察の関与すべき問題であると発言し、介入しなかった。 
ほかのデモ隊は警察に拘留されている人々の支援に決起した。デモは多数の都市で行われた。
クリチバで開催されたデモは1万人以上もの人々が参加したとレポートされた。
在外ブラジル人による小規模なデモが、いくつかの国の都市で開催された。それらにはアルゼンチン、オーストラリア、カナダ、 ドイツ、アイルランド、イタリア、日本 、ポルトガル、スペイン、イギリス 、アメリカ合衆国が含まれる。

### 6月19日
抗議活動は規模を縮小して継続された。
デモが起きたブラジルの都市の市長の中には、バス料金の値下げや以前の値上げを撤回を発表した。その都市には最大規模のデモが起きたリオデジャネイロやサンパウロも含まれていた。

### 6月20日
デモはブラジル一円の100以上もの都市で200万人を動員した。
首都ブラジリア、リオデジャネイロ、サンパウロ、マナウス、レシフェ、フロリアノーポリス、ベロオリゾンテ、ゴイアニア 、ポルトアレグレ などの大都市では特に規模が大きく公共建築の警護をすることになった。

### 6月21日
このブラジルでのデモ隊は、ここ10年の間で最大の規模のデモを作り出すほどの渦巻く怒りの波の中で、形成された。
w:Ribeirão Pretoでは、当局が平和的なデモを排除したときに、デモに参加した若者1人が死亡し、11人が負傷した。

### 6月22日、23日
ジルマ・ルセフ大統領は、デモの継続にたいして、デモのそもそもの原因である公共交通の運賃値上げにたいしては公共交通への追加予算によって対処、そのほか社会福祉の増進、汚職の撲滅の関しても取り組むべき課題として努力していくことを表明した。またデモに際しての暴力行為に対しては断固たる措置をとる一方で、平和的なデモに関しては国民の民主主義精神の顕れと評価し、その主張に耳を傾ける姿勢を見せた。

### 6月25日
議会下院は、検察の捜査権剥奪につながる憲法補足法案(PEC)37号を否決し、石油採掘契約でのロイヤルティを教育、保健衛生に振り向ける法案を可決した。

## 国際社会の反応

### 国
- トルコの首相レジェップ・タイイップ・エルドアンは支持者の集会でトルコでの抗議活動は、不特定多数の外国の勢力、銀行家と国際的、地域的なメディアによる謀議のはけ口であるといい、こう発言した。 「ブラジルで同じことが起きている。シンボルも同じ、デモも同じ、ツイッター、フェイスブックの使用も同じ、国際メディアも同じだ。それらは同じ中心から始まった。それらはブラジルでは最善の結果をもたらしたであろうが、トルコではそうならなかった」と。彼はさらにデモを「同じゲーム、同じ罠、同じ目的」と評した。

## References
1. ↑  “Brazil protests: president to hold emergency meeting”. The Guardian (2013年6月21日). 2013年6月21日閲覧。
2. ↑  “Sobe para 2 o número de mortos em protestos no Brasil” (Portuguese). Terra Notícias (2013年6月21日). 2013年6月22日閲覧。
3. 1 2  Mallén, Patricia Rey (2013年6月17日). “Brazil’s Protests Get More Violent, Reach Brasilia And Threaten The Confederation Soccer Cup”. International Business Times. 2013年6月20日閲覧。
4. 1 2 3  Protests in Brazil: The streets erupt – The Economist
5. ↑  Arias, Juan (2013年6月12日). “Brasil se levanta en protesta contra el aumento de los precios del transporte” (Spanish). El País. 2013年6月13日閲覧。
6. ↑  Arias, Juan (2013年6月14日). “São Paulo vive una nueva noche de protestas con escenas de guerra” (Spanish). El País. 2013年6月14日閲覧。
7. ↑  Arias, Juan (2013年6月14日). “Brésil : manifestations contre la hausse du prix des transports” (French). Le Monde. 2013年6月14日閲覧。
8. ↑  Brocchetto, Marilia (2013年6月12日). “Protesters, police clash in Sao Paulo streets over fare increases”.   CNN. 2013年6月13日閲覧。
9. 1 2  “Anistia Internacional critica repressão a protestos no Rio e em SP”. EBC. 2013年6月14日閲覧。
10. 1 2  “Associação de jornais condena ação da PM” (Portuguese). Gazeta do Povo (2013年6月14日). 2013年6月20日閲覧。
11. 1 2 3  ."Nuestros 20 céntimos son el parque de Estambul El País
12. ↑  “SP: página no Facebook orienta manifestantes para protesto” (Portuguese). 2013年6月18日閲覧。
13. ↑   Galileu (magazine): “How vinegar became a symbol of the "Salad Rebellion"” (Portuguese) (2013年6月14日). 2013年6月14日閲覧。
14. ↑  Rodrigo Mora (13 June  2013). “Arrested São Paulo protesters claim detentions based on acts of spraying and because they carried vinegar” (Portuguese).   G1. 2013年6月17日閲覧。
15. ↑  Piero Locatelli (2013年6月13日). “In São Paulo, vinegar is a criminal act” (Portuguese). 2013年6月17日閲覧。
16. ↑  （ポルトガル語）Journalist arrested for carrying vinegar in demonstration against fare hiking is liberated
17. ↑  Bia Bonduki (2013年6月14日). “Vinegar March is the newest revolutionary movement of the internet” (Portuguese).   YouPIX. 2013年6月15日閲覧。
18. ↑  （ポルトガル語） Youth rebellion in Brazil's autumn
19. ↑  （ポルトガル語） Brazilian Autumn
20. ↑  （ポルトガル語） the Brazilian Spring
21. ↑  “CMN revoga reajuste das passagens de ônibus” (Portuguese). Tribuna do Norte (2012年9月6日). 2013年6月20日閲覧。
22. ↑  “Vandalismo marcou protesto em Porto Alegre contra a tarifa de ônibus”. Zero Hora (2013年6月14日). 2013年6月14日閲覧。
23. 1 2 3 4 5  Diário da Manhã: Passagem de ônibus voltou a custar R$ 2,70
24. 1 2  Agência Brasil: Manifestantes contra aumento da passagem entram em conflito com PM em São Paulo
25. ↑  “Tarifa de ônibus em São Paulo sobe para R$ 3” (Portuguese). Folha de S. Paulo (2011年1月5日). 2013年6月13日閲覧。
26. ↑  Magalhães, Vera (2011年3月21日). “Grupo invade Alesp para protestar contra Kassab e aumento do ônibus” (Portuguese). Folha de S. Paulo. 2013年6月13日閲覧。
27. ↑  “Valor da tarifa de trem e do Metrô de SP sobe para R$ 3 neste domingo” (Portuguese).   Portal G1 (2012年2月12日). 2013年6月14日閲覧。
28. ↑  “São Paulo terá nova tarifa de ônibus no 1º semestre, diz Haddad” (Portuguese). Folha de S. Paulo (2013年1月14日). 2013年6月13日閲覧。
29. ↑  “Governo confirma MP para diminuir impostos do transporte público” (Portuguese).  Portal IG (2013年5月23日). 2013年6月14日閲覧。
30. ↑  Acordem: R$ 0,20 são apenas um detalhe, Gilberto Dimenstein at Folha de S. Paulo
31. ↑  （ポルトガル語） Tag Delta – Reinaldo Azevedo's blog at Veja
32. ↑  （ポルトガル語） BBC Sport - Nigeria 1-2 Uruguay
33. 1 2  “What's REALLY behind the Brazilian riots?”. 2013年6月15日閲覧。
34. ↑  （ポルトガル語） Tomato price reduces in retail but grows more than 300% in wholesale Revista Veja, April 2013.
35. ↑  （ポルトガル語） Tomato is not 'the villain': understand the price fluctuation
36. ↑  （ポルトガル語） DEM party bets on inflation and the price of tomatoes to attack Dilma
37. ↑  （ポルトガル語） Tomato prices became a joke in social networks: understand it
38. ↑  （ポルトガル語） Taxes are 27% of the price of basic food items, says research
39. ↑  （ポルトガル語） Brazilians work five months a year just for paying their taxes, says research
40. ↑  （ポルトガル語） ENEM: 98 among the 100 worst schools of Rio de Janeiro are funded and administered by the State government Jornal do Brasil
41. ↑  （ポルトガル語） At high school quality, Rio de Janeiro only outperforms Piauí
42. ↑  （ポルトガル語） Dissertation proposals and tips – ENEM 2011 – Subemployment
43. ↑  （ポルトガル語） LGBT community unites itself from the Metrópole boite to participate in the [June Salad Revolt] protests
44. ↑  （ポルトガル語） An analysis over the texts of the PECs 33 and 37
45. ↑  （ポルトガル語） June 19 Brasília [Salad Revolt] protest will collect petitions in favor of gay marriage EXAME magazine
46. ↑  Workers' unions should adhere to protests against fake hikes in São Paulo （ポルトガル語）
47. ↑  （ポルトガル語） People of São Paulo protest against Statute of the Unborn
48. ↑  （ポルトガル語） Women protest at Sé against welfare stipend for rape victims
49. ↑  “São Paulo terá nova tarifa de ônibus no 1º semestre, diz Haddad” (Portuguese). 2013年6月14日閲覧。
50. ↑  Moreno, Ana Carolina. “Manifestantes depredam estação de Metrô, banca e shopping na Paulista” (Portuguese). 2013年6月14日閲覧。
51. ↑  （ポルトガル語） In Rio 3 were shot amidst protests, 10 still hospitalized
52. ↑  （ポルトガル語） Cabral and Beltrame did not comment protests and say this is a Military Police issue
53. ↑  （ポルトガル語） Curitiba will have new protest against fare hike this Monday
54. ↑  Ｗ杯より福祉を…ブラジル人デモ、名古屋でも
55. ↑  （ポルトガル語） Brazilians stage protests in other countries
56. ↑  （ポルトガル語） Brazilian cities announce bus fare reductions
57. ↑  One million march across Brazil in biggest protests yet
58. ↑  （ポルトガル語） Cities are being prepared for over 100 protests on thursday
59. ↑  Brazil protests continue as story develops over social media
60. ↑  ブラジル大統領が国民投票や公共輸送投資など提案、デモに対応
61. ↑  国民の声が議会を動かす＝下院がＰＥＣ３７否決＝両院で審議の加速化約束＝大統領は制憲議会諦める ニッケイ新聞 2013-6-27
62. ↑  Fraser, Suzan. “Erdogan: Turkey, Brazil hit by same conspiracy”. Associated Press. 2013年6月23日閲覧。